# Powiatul Chojnice
Powiat chojnicki (← poloneză, cașubiană chònicczi kréz) este un powiat (unitate administrativă poloneză) în voievodatul Pomerania. Reședința lui este orașul Chojnice. Abreviația pentru mașini este GCH. Conform datelor recensământului din 2005, powiatul avea o populație de 91.128 locuitori. Este compus din cinci comune: o comună urbană, două rurbane și două comune rurale. Se învecinează cu powiat człuchowski la vest, powiat bytowski și powiat kościerski la nord, powiat starogardzki la est și powiat tucholski respectiv powiat sępoleński la sud. Primele patru se află în voievodatul Pomerania, celelalte în voievodatul Cuiavia și Pomerania.
Aceasta a fost înființat pe 1 ianuarie 1999, ca urmare a reformelor guvernamentale poloneze adoptate în 1998. Înainte de reforma administrativă a Poloniei din 1999, aproape întreg powiat-ul a aparținut voievodatului Bydgoszcz, comuna Konarzyny făcând parte din voievodatul Słupsk.
Powiatul se întinde pe o suprafață de 1364,21 km².

## Geografie
Powiat-ul chojnicki se află în partea de sud-vest a voievodatului Pomerania. Este în multa parte acoperit de codri care fac parte din Pădurea Tucholei, marele complex forestier. Agricultura se concentrează în jurul orașelor Chojnice, Czersk și Brusy – în jurul acestor localități domină câmpuri. Aproape 25 de lacuri, inclusiv Lacul Charzykowskie, care este unul dintre cele mai mari lacuri din Poloniei, se situează între frontierele powiat-ului.
Valoarele naturale ale powiat-ului sunt protejate în cadrul Parcului Național Pădurea Tucholei, Parcului Peisagistic Zaborski și Parcului Peisagistic Tucholski. De asemenea, există șapte rezervații naturale.
Powiat-ul este străbătut de către râul Brda, afluentul Vistulei.

## Demografie
La 1 ianuarie 2013 populația powiatului a fost de 78.331 locuitori.
Date referitoare la populație (31 iunie 2011):
|  | Total  | Total | Femei  | Femei | Bărbați | Bărbați                    |
|  | oameni | %     | oameni | %     | oameni  | % Format:Demografia/raport |

### Evoluție
|  | Graficele sunt indisponibile din cauza unor probleme tehnice. Mai multe informații se găsesc la Phabricator și la wiki-ul MediaWiki. |

| Ani  | Populație (de pe 31 decembrie) |
| ---- | ------------------------------ |
| 1999 | 89 246                         |
| 2000 | 89 780                         |
| 2001 | 89 923                         |
| 2002 | 90 236                         |
| 2003 | 90 635                         |
| 2004 | 90 972                         |
| 2005 | 91 410                         |
| 2006 | 91 825                         |
| 2007 | 92 174                         |
| 2008 | 92 934                         |
| 2009 | 93 411                         |
| 2010 | 93 847                         |

## Comune
Powiatul chojnicki este compus din o comună urbană, două comune rurbane și două comune rurale.

Comunele powiatului chojnicki

| Stemă | Comună           | Tip     | Suprafață (km²) | Populație (2013) | Reședință |
|       | Chojnice         | urbană  | 21              | 40.306           |           |
|       | Comuna Brusy     | rurbană | 400             | 14.079           | Brusy     |
|       | Comuna Czersk    | rurbană | 380             | 21.491           | Czersk    |
|       | Comuna Chojnice  | rurală  | 458             | 17.845           | Chojnice  |
|       | Comuna Konarzyny | rurală  | 105             | 2.273            | Konarzyny |